# انعدام الأظفار
انعِدام الأظفار أو اللاظفرية أو غيبة الأظفار (بالإنجليزية: Anonychia)‏ هي حالة شاذة يَحصل بها عدم وجود للأظفار، وقد تكون نتيجةً لعيب خلقي أديمي ظاهر أو سماك أو عدوى شديدة أو التهاب الجلد التماسي التحسسي الشديد أو صدمة نفسية ذاتية أو ظاهرة رينو أو حزاز مسطح أو انحلال البشرة الفقاعي أو نتيجةً الأمراض التقشرية الشديدة.:784

## الشَكل الخَلقي
من النادر حدوث الشَكل الخَلقي من انعدام الأظفار، ويحدث هذا الشَكل بسبب طَفرة في جين آر سبوندين 4 المتواجد على الذراع القصيرة للكروموسوم 20 (20p13)، وتشخص هذه الطفرة سريرياً عادةً عن طريق حدوث انعدام الأظفار أو نقص تنسج الأصابع/الأظفار.